# Photoscotosia albomacularia
Photoscotosia albomacularia là một loài bướm đêm trong họ Geometridae.